# Miltochrista cardinalis
Miltochrista cardinalis là một loài bướm đêm thuộc phân họ Arctiinae, họ Erebidae.